# 国際バルク戦略港湾
国際バルク戦略港湾（こくさいバルクせんりゃくこうわん）とは、日本におけるばら積み貨物（バルク）の輸入拠点として、安定的かつ安価な輸入の実現に資する大型船に対応した港湾機能の整備等を実施する港湾として国土交通大臣が指定するもの。
大型船の輸入拠点を設け、そこから内航フィーダー船で全国の港湾に輸送するという輸入拠点港湾である。
国際バルク戦略港湾は品目ごとに指定が行われ、穀物はパナマックス級以上、鉄鉱石はVLOC級、石炭（一般炭）はケープサイズ級の船舶が入港できるよう、岸壁・泊地・航路等の港湾機能の整備を行う。また、民間の視点を活かした効率的な運営体制の確立や船舶の運航制限緩和、港湾・企業間の連携に取り組み、物流効率化を目指す。
2018年11月23日 釧路港が第1号として水深14m埠頭で運用を開始した。
2024年4月　釧路港の穀物用アンローダーポータリンク（荷役機器）（ビューラー社（スイス））が本格稼働した。

## 選定港湾
以下の港湾が選定されている。
- 穀物 - 鹿島港、志布志港、名古屋港（清水港・田子の浦港）[注釈 1]、水島港、釧路港
- 鉄鉱石 - 木更津港、水島港・福山港
- 石炭 - 徳山下松港・宇部港、小名浜港